# 平水品
平水品（たいら みずしな）は、福島県いわき市の大字である。郵便番号は970-0114。

## 地理
いわき市中央部の平地区に属し、地区内北部に位置する。北で四倉町下柳生、東で四倉町長友、南で平北神谷、平絹谷とそれぞれ隣接する。概ね町村制施行以前の磐城郡水品村の流れを汲む地域である。原高野川左岸支流の上流部流域に当たる。谷あいのわずかな平地に水田が広がり、山裾に集落が広がる。内郷御厩町に所在するいわき中央警察署及び平字正内町に所在する平消防署がそれぞれ管轄にあたる。

### 主な字
字
- 西ノ内
- 根岸

- 境ノ目
- カキ田

- 山崎

## 歴史
- 1879年1月27日 - 笠間藩領水品村が福島県内における郡区町村制の施行により磐城郡の村となる[4]。
- 1889年4月1日 - 町村制の施行により水品村が泉崎村、下神谷村、馬目村、原高野村、北神谷村、絹谷村と合併し、磐城郡草野村が発足する。旧水品村域は草野村の大字となる[4]。
- 1896年4月1日 - 磐城郡と周辺郡との合併により石城郡が発足し、石城郡草野村となる[4]。
- 1954年10月1日 - 草野村が平市と合併し、平市の大字となる[4]。
- 1966年10月1日 - 平市が磐城市・常磐市・内郷市・勿来市、石城郡小川町・遠野町・四倉町・川前村・田人村・好間村・三和村、双葉郡久之浜町・大久村と合併しいわき市となり、いわき市平地区の大字となる[4]。

## 世帯数と人口
2023年10月31日現在の世帯数と人口は以下の通りである。
| 大字   | 世帯数 | 人口 |
| ------ | ------ | ---- |
| 平水品 | 15世帯 | 59人 |

## 小・中学校の学区
市立小・中学校に通う場合、学区は以下の通りとなる。
| 番地 | 小学校低・中学年             | 小学校高学年         | 中学校               |
| ---- | ---------------------------- | -------------------- | -------------------- |
| 全域 | いわき市立草野小学校絹谷分校 | いわき市立草野小学校 | いわき市立草野中学校 |

## 交通

### 道路
- 一級市道山田小湊泉崎線

## 施設
- 水品神社